# Gruziński Uniwersytet Techniczny
Gruziński Uniwersytet Techniczny (gruz. საქართველოს ტექნიკური უნივერსიტეტი) – gruzińska uczelnia, zlokalizowana w Tbilisi. 
Plany utworzenia uczelni techniczne w Tyflisie sięgają roku 1917. Ostatecznie, w 1922 roku, powołano Wydział Politechniczny na Tbiliskim Uniwersytecie Państwowym. W roku 1928 wydziały techniczne uniwersytetu zostały połączone w odrębną instytucję: Gruziński Uniwersytet Politechniczny. W 1990 roku został on podniesiony do rangi uniwersytetu i przemianowany na Gruziński Uniwersytet Techniczny

## Struktura organizacyjna
- Wydział Inżynierii Lądowej
- Wydział Elektroenergetyki i Telekomunikacji
- Wydział Górnictwa i Geologii
- Wydział Technologii Chemicznej i Metalurgii
- Wydział Transportu i Inżynierii Mechanicznej
- Wydział Architektury, Planowania Przestrzennego i Wzornictwa
- Wydział Prawa i Stosunków Międzynarodowych
- Wydział Inżynierii Ekonomicznej, Technologii Medialnych i Nauk Społecznych
- Wydział Technologii Biznesowej
- Wydział Informatyki i Systemów Kontrolnych
- Wydział Nauk Rolniczych i Inżynierii Biosystemów